# 職業能力開発促進センター
職業能力開発促進センター（しょくぎょうのうりょくかいはつそくしんセンター）は、求職者や在職者を対象にした短期間の職業訓練（普通職業訓練と高度職業訓練）を行う公共職業能力開発施設である。国、都道府県、認定職業訓練を行う事業主等が設置することができる（職業能力開発促進法第16条および第25条）。

## 国による施設

### 概要
独立行政法人高齢・障害・求職者雇用支援機構法の第14条第1項第7号に従い、国に代わって独立行政法人高齢・障害・求職者雇用支援機構が日本全国に設置・運営している。2011年（平成23年）11月現在、都道府県や事業主等は設置していない。雇用保険受給者の場合、この施設で訓練を受けている期間は、雇用保険の受給期間が延長される。
施設名に関して、愛称としてポリテクセンターが用いられており、「○○職業能力開発促進センター」は「ポリテクセンター○○」（○○のところは地域名）とも呼ばれる。欧米で用いられている「ポリテクニック（高等職業教育）」とは意味合いが異なる。

### 沿革

#### 年表
- 1953年（昭和28年） - 国立都道府県営の総合職業補導所（新規中卒者を対象とした訓練が中心）の設立が開始される（1958年（昭和33年）7月までに34箇所が開所）。
- 1957年（昭和32年） - 労働福祉事業団（特殊法人、現：独立行政法人労働者健康福祉機構）に移管される。
- 1958年（昭和33年） - 総合職業訓練所に改称される。
- 1961年（昭和36年） - 雇用促進事業団（特殊法人）に移管される。
- 1969年（昭和44年） - 高等職業訓練校に改称される。
- 1978年（昭和53年） - 技能開発センターと職業訓練短期大学校に順次転換される。
- 1993年（平成5年） - 技能開発センターが職業能力開発促進センターと改称される。
- 1999年（平成11年） - 雇用・能力開発機構（特殊法人）が設置・運営者となる。
- 2004年（平成16年） - 独立行政法人雇用・能力開発機構が設置・運営者となる。
- 2005年（平成17年） - 職業能力開発促進センターと独立行政法人雇用・能力開発機構都道府県センターを順次、一元化する（平成17年度は27道府県）。
- 2011年（平成23年）10月1日 - 独立行政法人高齢・障害・求職者雇用支援機構に移管される。

#### 独立行政法人雇用・能力開発機構の廃止
「雇用・能力開発機構の廃止について」（平成20年12月24日閣議決定）において、独立行政法人雇用・能力開発機構は廃止し、職業能力開発業務は、独立行政法人高齢・障害者雇用支援機構に移管、その他の業務は、廃止又は独立行政法人勤労者退職金共済機構等へ移管することが明記された。その中で職業能力開発促進センターについては、「財源（雇用保険料）及び人員を含め、各都道府県等の受け入れやすい条件を整備する。都道府県等が移管を希望するものについては、可能な限り移管する。」とされた。

### 施設一覧

#### 北海道・東北地方
- 北海道支部
  - 北海道職業能力開発促進センター：北海道札幌市西区二十四軒4条1丁目4-1
  - 北海道職業能力開発促進センター旭川訓練センター：北海道旭川市永山8条20丁目3-1
  - 北海道職業能力開発促進センター釧路訓練センター：北海道釧路市大楽毛南4-5-57
  - 北海道職業能力開発促進センター函館訓練センター：北海道函館市日吉町3-23-1
- 青森支部
  - 青森職業能力開発促進センター：青森県青森市中央3-20-2
- 岩手支部
  - 岩手職業能力開発促進センター：岩手県花巻市天下田69-1
- 宮城支部
  - 宮城職業能力開発促進センター：宮城県多賀城市明月2-2-1
  - 宮城職業能力開発促進センター名取実習場：宮城県名取市植松字錦田110
- 秋田支部
  - 秋田職業能力開発促進センター：秋田県潟上市天王字上北野4-143
- 山形支部
  - 山形職業能力開発促進センター：山形県山形市大字漆山1954
- 福島支部
  - 福島職業能力開発促進センター：福島県福島市三河北町7-14
  - 福島職業能力開発促進センターいわき訓練センター：福島県いわき市内郷綴町舟場1-1
  - 福島職業能力開発促進センター会津訓練センター：福島県会津若松市神指町大字南四合字深川西292

#### 関東地方
- 茨城支部
  - 茨城職業能力開発促進センター：茨城県常総市水海道高野町目下591
- 栃木支部
  - 栃木職業能力開発促進センター：栃木県宇都宮市若草1-4-23
- 群馬支部
  - 群馬職業能力開発促進センター：群馬県高崎市山名町918
- 埼玉支部
  - 埼玉職業能力開発促進センター：埼玉県さいたま市緑区原山2-18-8
- 千葉支部
  - 千葉職業能力開発促進センター：千葉県千葉市稲毛区六方町274
  - 千葉職業能力開発促進センター君津訓練センター：千葉県君津市坂田428
- 千葉職業能力開発促進センター高度訓練センター[2]：千葉県千葉市美浜区若葉3-1-2
- 神奈川支部
  - 関東職業能力開発促進センター：神奈川県横浜市旭区南希望が丘78

#### 北陸・中部地方
- 新潟支部
  - 新潟職業能力開発促進センター： 新潟県長岡市住吉3-1-1
- 富山支部
  - 富山職業能力開発促進センター：富山県高岡市八ヶ55
- 石川支部
  - 石川職業能力開発促進センター：石川県金沢市観音堂町へ1
- 福井支部
  - 福井職業能力開発促進センター：福井県越前市行松町25－10
- 山梨支部
  - 山梨職業能力開発促進センター：山梨県甲府市中小河原町403-1
- 長野支部
  - 長野職業能力開発促進センター：長野県長野市吉田4-25-12
  - 長野職業能力開発促進センター松本訓練センター：長野県松本市寿北7-17-1
- 岐阜支部
  - 岐阜職業能力開発促進センター：岐阜県土岐市泉町定林寺字園戸963-2
- 静岡支部
  - 静岡職業能力開発促進センター：静岡県静岡市駿河区登呂3-1-35
- 愛知支部
- 中部職業能力開発促進センター：愛知県小牧市大字下末1636-2
  - 中部職業能力開発促進センター名古屋港湾労働分所：愛知県名古屋市港区潮凪町3
- 三重支部
  - 三重職業能力開発促進センター：三重県四日市市西日野町4691
  - 三重職業能力開発促進センター伊勢訓練センター：三重県伊勢市小俣町明野685

#### 関西地方
- 滋賀支部
  - 滋賀職業能力開発促進センター：滋賀県大津市光が丘町3-13
- 京都支部
  - 京都職業能力開発促進センター：京都府長岡京市友岡1-2-1
- 大阪支部
  - 関西職業能力開発促進センター：大阪府摂津市三島1-2-1
  - 関西職業能力開発促進センター大阪港湾労働分所：大阪府大阪市大正区鶴町2-20-21
- 兵庫支部
  - 兵庫職業能力開発促進センター：兵庫県尼崎市武庫豊町3-1-50
  - 兵庫職業能力開発促進センター加古川訓練センター：兵庫県加古川市東神吉町升田1688
- 奈良支部
  - 奈良職業能力開発促進センター：奈良県橿原市城殿町433
- 和歌山支部
  - 和歌山職業能力開発促進センター：和歌山県和歌山市園部1276

#### 中国・四国地方
- 鳥取支部
  - 鳥取職業能力開発促進センター：鳥取県鳥取市若葉台南7-1-11
  - 鳥取職業能力開発促進センター米子訓練センター：鳥取県米子市古豊千520
- 島根支部
  - 島根職業能力開発促進センター：島根県松江市東朝日町267
- 岡山支部
  - 岡山職業能力開発促進センター：岡山県岡山市北区田中580
- 広島支部
  - 広島職業能力開発促進センター：広島県広島市中区光南5-2-65
- 山口支部
  - 山口職業能力開発促進センター：山口県山口市矢原字花ノ木1284-1
- 徳島支部
  - 徳島職業能力開発促進センター：徳島県徳島市昭和町8-27-20
- 香川支部
  - 香川職業能力開発促進センター：香川県高松市花ノ宮町2-4-3
- 愛媛支部
  - 愛媛職業能力開発促進センター：愛媛県松山市西垣生町2184
- 高知支部
  - 高知職業能力開発促進センター：高知県高知市桟橋通4-15-68

#### 九州・沖縄地方
- 福岡支部
  - 福岡職業能力開発促進センター：福岡県北九州市八幡西区穴生3-5-1
  - 福岡職業能力開発促進センター飯塚訓練センター：福岡県飯塚市大字柏の森83-9
- 佐賀支部
  - 佐賀職業能力開発促進センター：佐賀県佐賀市兵庫町大字若宮字二本松1042-2
- 長崎支部
  - 長崎職業能力開発促進センター：長崎県諫早市小船越町1113
  - 長崎職業能力開発促進センター佐世保訓練センター：長崎県佐世保市指方町668
- 熊本支部
  - 熊本職業能力開発促進センター：熊本県合志市大字須屋2505-3
  - 熊本職業能力開発促進センター荒尾訓練センター：熊本県荒尾市大字荒尾東大谷4409
- 大分支部
  - 大分職業能力開発促進センター：大分県大分市皆春1483-1
- 宮崎支部
  - 宮崎職業能力開発促進センター：宮崎県宮崎市大字恒久4241
  - 宮崎職業能力開発促進センター延岡訓練センター：宮崎県延岡市土々呂町6-3028
- 鹿児島支部
  - 鹿児島職業能力開発促進センター：鹿児島県鹿児島市東郡元町14-3
- 沖縄支部
  - 沖縄職業能力開発促進センター：沖縄県北谷町中頭郡北谷町字吉原728-6

（2011年（平成23年）10月現在）

## 備考
ポリテクセンターの「ポリテク」とは、英語で「技術専門学校」や「工芸教育」などを表す「ポリテクニック（polytechnic）」を略したもの。